# キルダルトン・クロス
キルダルトン・クロスとは、2000年4月1日に発行された「pen」の中で土屋守が紹介したオリジナルカクテル。製作者はBAR BAGUS（千葉県市川）の松本徹で、この雑誌のコーナーに合わせて作られた。
レシピに使われているウイスキーを作っているラフロイグ蒸留所があるアイラ島、キルダルトンとはゲール語で里子の教会という意味でキルダルトンのチャペルにある800年代初頭に建てられたケルト十字を由来とし松本が製作し土屋によって命名された。

## レシピ
- ラフロイグ10年 : 30 ml
- チョコレートリキュール : 30 ml
- 生クリーム : 適量

## 製法
上記の生クリーム以外をステアしシェリーグラスに、生クリームをフロートする

## 備考
2000年4月1日掲載時のレシピではダークチョコレートリキュール（ゴディバ）とあるが、現在は終売となったためモーツァルトチョコレートリキュールを使用している。